# Mads Andrias Winther
Mads Andrias Winther (født 23. november 1871 på Sandur, død 8. februar 1923 på Sandur) var en færøsk sysselmand, skribent og politiker (SF). Han var en stærk tilhænger af den færøske national- og selvstyrebevægelse og engagerede sig stærkt i færøsk politik og samfundsliv frem til sin tidlige død, kun 51 år gammel.

## Baggrund og erhvervskarriere
Winther blev født på Sandur på Sandoy i 1871 som søn af Elisabeth Marianna (født Mohr) og Niels Christoffer Winther og var ældre bror til Gunnar Winther. Han gik i folkeskolen på Sandur, og ni år gammel blev han sendt til Tórshavn for at gå realskole. Gennem hele tiden i Tórshavn længtes han tilbage til hjembygden, og efter at have arbejdet for sorenskriveren i Tórshavn i to år, drog Winther tilbage til Sandur og påtog sig forefaldende arbejde.
Winthers familie var optaget af uddannelse, og flere havde været på folkehøjskole i Danmark, og i høsten 1890 drog han selv til Vallekilde Højskole. Efter hjemkomsten var han en periode i hjembygden, før han blev kontorist hos sorenskriveren i Tórshavn. Han var fuldmægtig 1899–1916 og sysselmand på Sandoy med bolig på Sandur, fra 1916.

## Politisk arbejde
Han blev hurtigt grebet af den færøske national- og selvstyrebevægelse, og en søndag i 1894 stod han og Johan Hendrik Poulsen for det første folkemøde på Færøerne. Det blev afviklet på Sandur med gudstjeneste, taler og sang. Foruden indbyderne talte Rasmus Christoffer Effersøe, Jóannes Patursson og Júst á Húsum.
I 1903 var han med til at stifte Føroya Framburðsfelag, der skulle blive til Sjálvstýrisflokkurins lokalafdeling i Suðurstreymoy. Han var også delagtig i stiftelsen af Havnar Bóltfelag, hvor han var første formand fra 1904. Han var endvidere en af de førende skikkelser i Havnar Ungmannafelag, som blev stiftet i 1906. Winther var indvalgt i Lagtinget for Suðurstreymoy 1904–1918 og for Sandoy 1918–1924. Han var med til at stifte Sjálvstýrisflokkurin i 1906 og repræsenterede partiet resten af sin tid i Lagtinget. Broderen Gunnar Winther mødte fast fra 1923 og resten af valgperioden, efter at Mads Andrias Winter døde i 1923. Mads Andrias Winther var også kommunalbestyrelsesmedlem i Tórshavnar kommuna 1909–1916 og borgmester 1909–1913.
Winther var den første færing, der offentlig fremdrog dele af socialistisk ideologi og var specielt optaget af tanken om, at alle mennesker havde lige ret til jordens resurser og fælles goder.

## Forfatterskab
Det meste, som Winther skrev, var relateret til Havnar Ungmannafelag og dettes medlemsblad, Baldursbrá. Petur Alberg nedskrev desuden mange af de historier, som Winther fortalte mundtlig i foreningen. Winthers prosa inddeles sædvanligvis i tre dele: Nationale hyldester, historieuddrag og noveller. De nationale hyldester blev skrevet i digtform, og her hyldede han Færøerne og det færøske folks positive kvaliteter.
Historieuddragene var korte historier, som Winther selv skrev og var uddrag fra længere fortællinger, såsom Brandur, Meðan teir tingaðu um aldursstyrk, Hevnd mín røkkur í triðja og fjórða lið og Tróndur prestur. Sidstnævnte sigtede til den daværende præst på Sandoy, Andrias Christian Evensen, og hans kamp for at kunne bruge færøsk som kirkesprog.
Winthers noveller var mere helhedsprægede. Disse kunne være bygget på mundtlige fortællinger fra hjembygden som Eitt heppið bragd og Tá Óli róði deyðaróður sín, eller humoristiske fortællinger som Tá ið Mikkjal bleiv konfirmeraður, eller historier som belyste sociale skævheder i samfundet. Sidstnævnte gruppe havde sammenhæng med hans påvirkning fra socialistisk tænkning og gav sig til udtryk i eksempelvis Snarljós og Hungur. Winther var den første færøske skribent, der behandlede småfolks kår på øerne.
Det meste af Winthers forfatterskab blev samlet og udgivet i Úrvalsrit i 1932.